# Митинцы (Кировская область)
Митинцы — деревня в Слободском районе Кировской области в составе Шестаковского сельского поселения.

## География
Находится в северной части района на расстоянии примерно 1 км на юг-юго-восток от села Лекма.

## История
Известна с 1873 года, когда здесь (деревня Климовская 1-я или Митинцы) было учтено дворов 10 и жителей 76, в 1905 11 и 58, в 1926 10 и 45, в 1950 7 и 35, в 1989 оставалось 17 постоянных жителей . 

## Население
Постоянное население  составляло 9 человек (русские 100%) в 2002 году, 7 в 2010.